# ヘンリー・C・モリソン
ヘンリー・クリントン・モリソン（Henry Clinton Morrison、1871年 - 1945年）は、1904年から1917年までニューハンプシャー州の州教育長を務め、1919年から1929年までシカゴ大学附属実験学校の教育長を務めた教育学の教授、著作家。

## 経歴

### 生い立ちと教育
モリソンは、1871年10月7日にメイン州オールドタウンで生まれた。父ジョン・モリソン (John Morrison) は、メアリ・ルイーズ・ハム (Mary Louise Ham) と結婚してよろずやを営んでいた。モリソンが育ったのは、アメリカ合衆国東海岸の漁業や林業が盛んな地域であった。モリソンは、自分の金では高等教育を受けることができなかったが、学業成績が良好だったため、地元の銀行家が集めてくれた資金でダートマス大学に進むことができた。ダートマス大学では哲学に集中して学び、1895年にB.A.を取得して卒業した。

### 職歴
モリソンは、1895年から1899年まで、ニューハンプシャー州のミルフォード高等学校で教職に就いた。そこでは、数学、ラテン語、歴史、科学を教えたが、特に素行不良の生徒の扱いに長じていることで知られた。その評判からモリソンは、1899年から1904年まで、ニューハンプシャー州ポーツマスの学校を統括する教育長の職に就くことになった。モリソンは、マリオン・ロック (Marion Locke) と結婚し、ふたりの間には3人の」息子たちが生まれた。
1904年、モリソンは、ニューハンプシャー州の公教育を統括する州教育長に昇任した。彼はこの地位に13年間留まり、州内全ての学校を監査、承認するとともに州の医療委員も務め、教員たちに助言し、生徒たちの出席状況を監督し、児童労働関係の法制度も監督した。1908年には、American Institute of Instructionの代表に選出された。1912年には、シカゴ大学の教育学部長からの依頼で、夏季集中講義のゲスト講師を務めた。この時、学部長であったチャールズ・ハバード・ジュッド (Charles Hubbard Judd) と大変親しくなったことは、その後のモリソンの経歴にとって重要であった。は、1917年から1919年にかけて、モリソンはコネチカット州に移り住み、コネチカット州教育委員会に職を得ていた。
コネチカット州の教育委員会に2年間勤めた後、シカゴ大学附属実験学校教育長の職を得ることができた。これは、学部長のチャールズ・ジュッドが、旧知のモリソンと親しく、この職を提供したのであった。モリソンは、シカゴに移り住み、1929年まで実験学校教育長の職に留まった。その後モリソンは、教育長の職を離れて、学校行政学の教授 (the Professor of School Administration) となり、1937年まで勤めた。
モリソンを有名にしたのは、彼がシカゴ大学でおこなった実践と研究であった。彼は、いわゆる「モリソン・プラン」を提唱し教授法の形態を再編した。彼は、教育に関する諸問題を研究し、それらに対するアプローチのための理論を設計した。生徒たちは状況に順応したり反応することによって最も良く学ぶ、と彼は考えた。モリソンが中等教育のカリキュラムとして編成したのは、科学 (science)、鑑賞 (appreciation)、実技 (practical arts)、語学 (language arts)、純粋実践 (pure-practice) の5類型であった。彼はまた、教授法についても、事前試験 (pretest)、教授 (teaching)、教授結果の試験 (testing the results of instruction)、指導手順の見直し (changing the instruction procedure)、生徒がその単元を修得するまで繰り返す教授と試験 (teaching and testing again until the unit is mastered by the student) の5段階を設定した。モリソンの主著となったのは、『The Practice of Teaching in Secondary Schools』（日本語訳：武藤潔訳『モリソン・プラン』1983年）であった。この本は、1920年代から1940年代にかけて、教授法として広く知られた。
モリソンは、1937年にシカゴ大学を退職し、1945年3月19日にシカゴの自宅で心臓発作のため死去した。